# 梅斯基
53°42′N 87°49′E / 53.700°N 87.817°E
梅斯基（俄语：Мыски́）是俄羅斯克麥羅沃州東南部的一個城市，位於克麥羅沃東南350公里、托木河與姆拉蘇河匯合之處。2002年人口44,435人。
1956年設市。